# Encierro (tauromaquia)

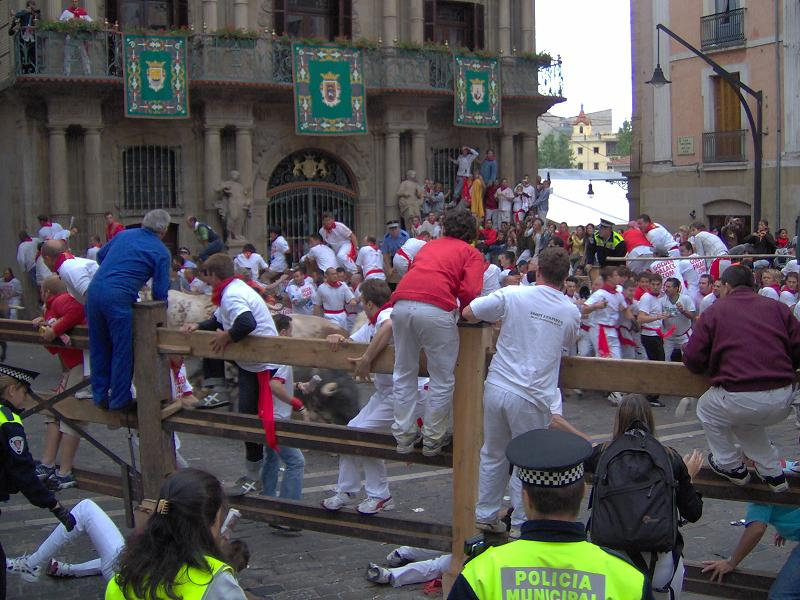
Encierro en los Sanfermines.

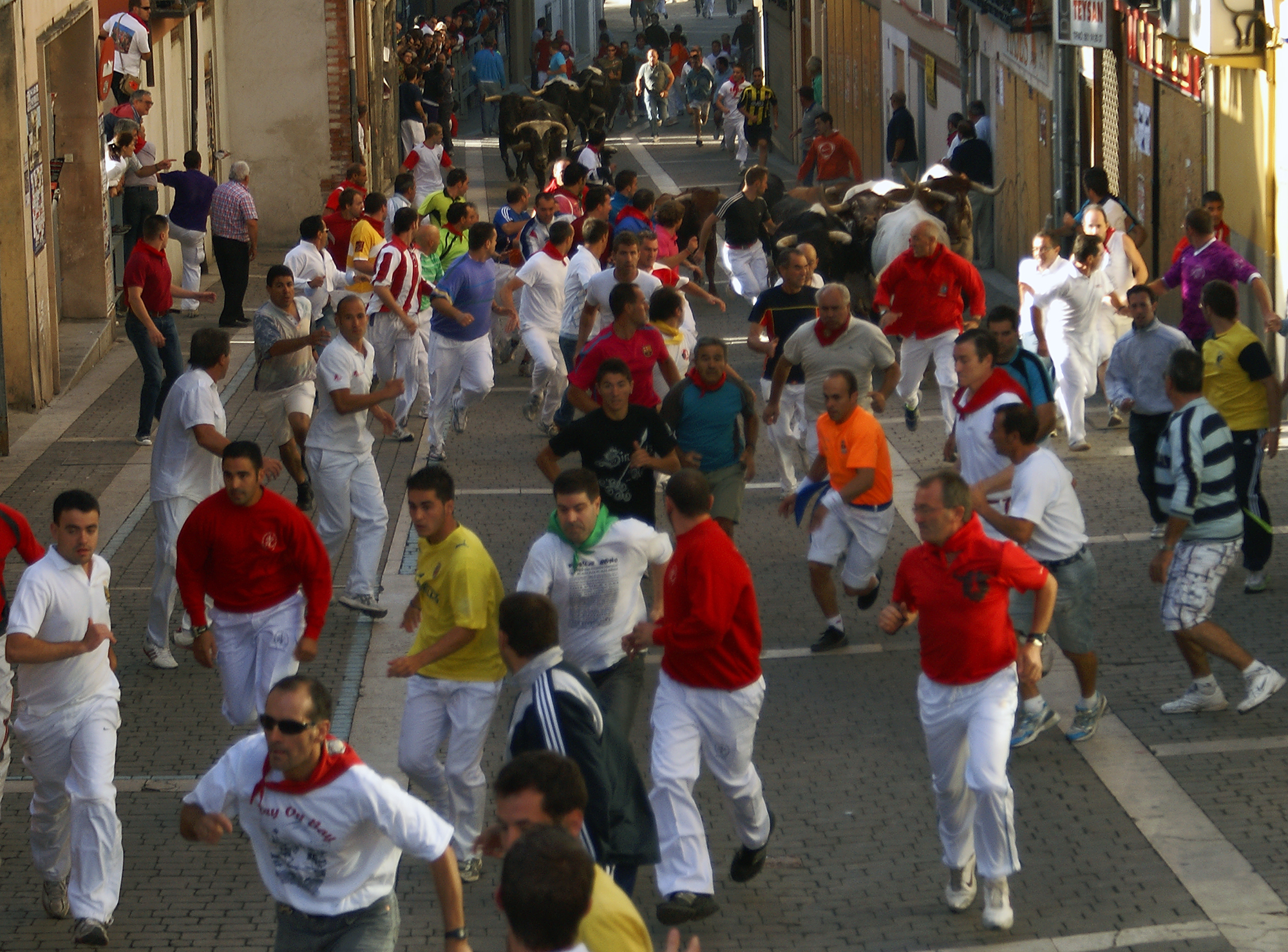
Encierro de Cuéllar (Segovia) a la altura de la calle de las Parras.

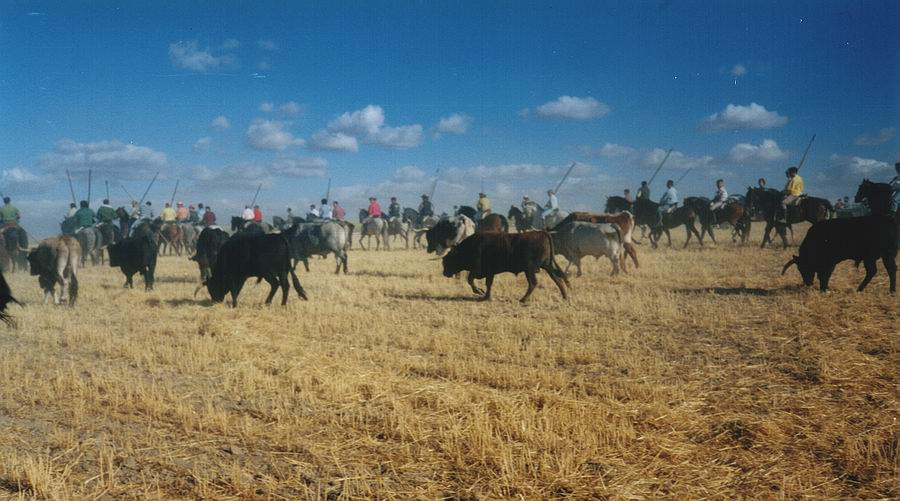
Encierro tradicional de Medina del Campo (Valladolid).

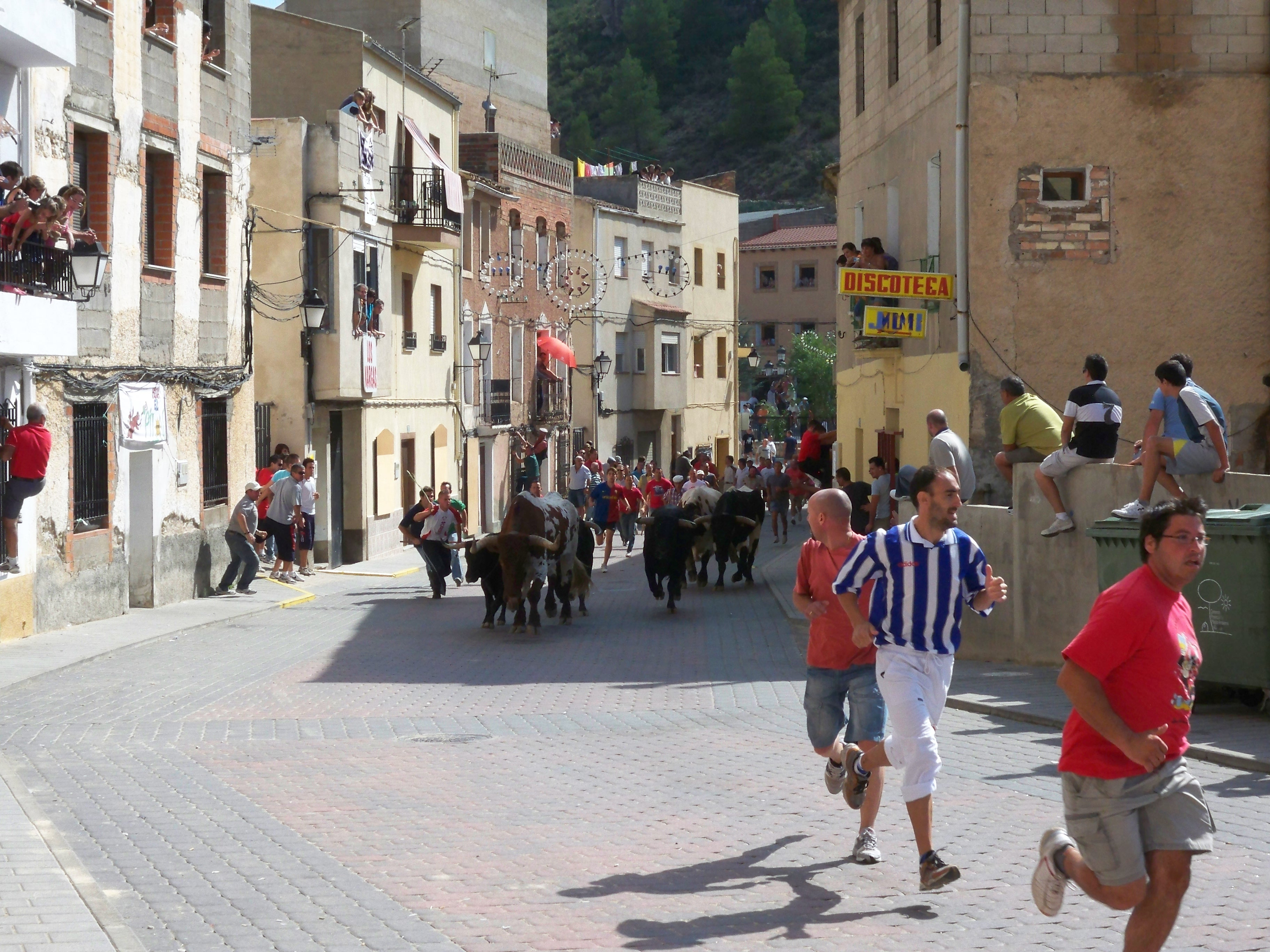
Encierro de Molinicos (Albacete) en plena calle Mayor.

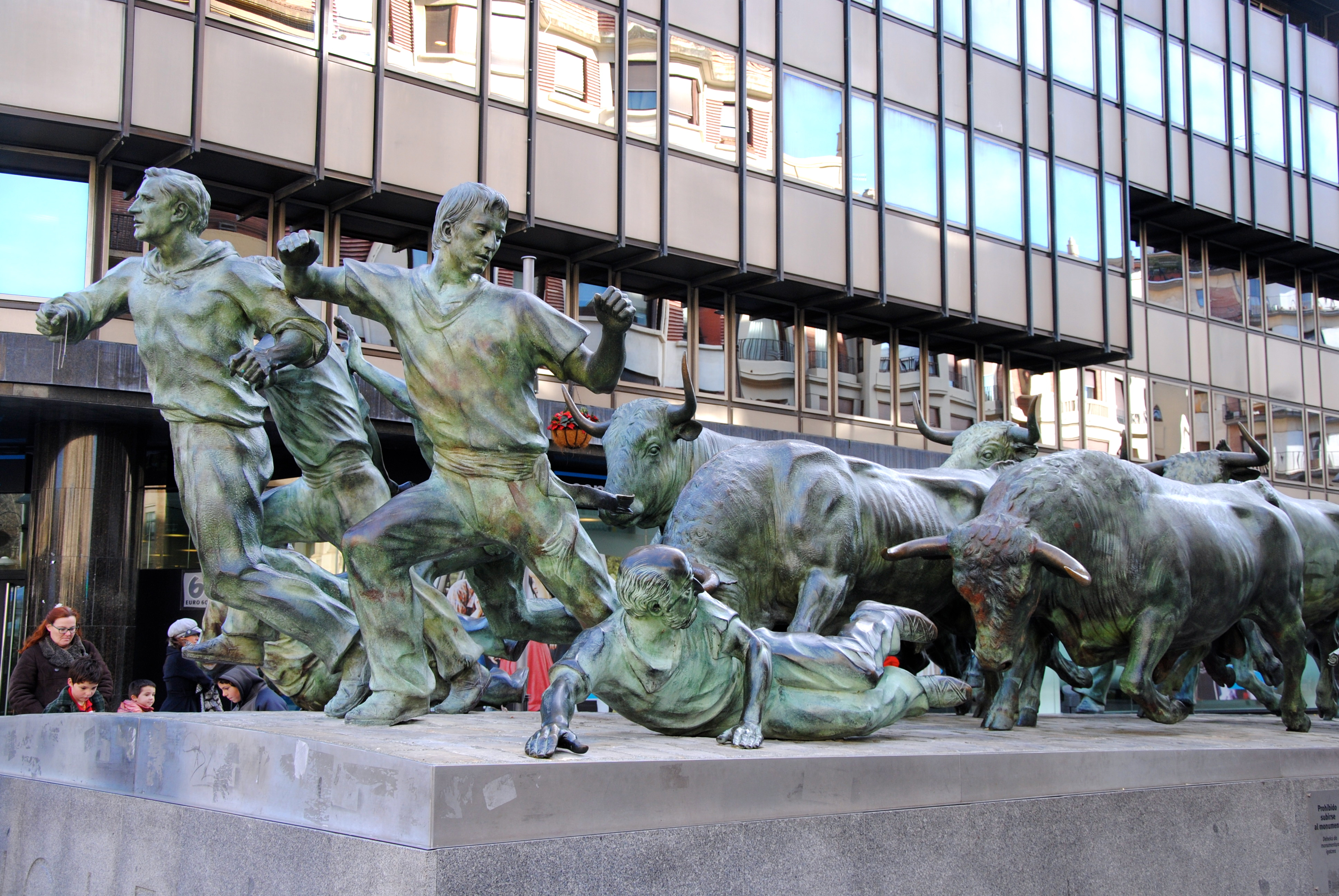
Monumento al Encierro por Rafael Huerta en Pamplona.

El encierro es una costumbre taurina tradicional en las fiestas de numerosos pueblos y algunas ciudades de España, Francia y  México consistente en la conducción de reses bravas a una plaza de toros, donde serán lidiadas y estoquedas».

## Evolución del concepto
En tauromaquia, el hecho de encerrar a los toros de lidia en los corrales de una plaza es una maniobra de desencajonamiento de los astados para colocarlos en el corral apropiado previo a la celebración de una corrida constituyendo la última etapa del traslado de las reses desde su punto de procedencia.
Inicialmente, durante este último traslado hasta el coso taurino, el mayoral responsable, a caballo, abría la marcha acompañado de un cabestro en cabeza seguido de la manada de toros arropados por otros cabestros en los laterales junto a pastores y vaqueros, a pie o a caballo, que portaban varas y hondas. La población, en algún momento indeterminado, se unía a modo de acompañamiento, e incluso caballeros con garrochas de derribo de forma voluntaria. El hecho de que en algunas localidades se pregonara con las fiestas «mesura por parte de los habitantes en evitación de desgracias, muertes y "aporreamientos"» lleva a considerar que esta costumbre se hiciera tradicional y al atravesar las puertas de la ciudad, «se forzaba entonces la carrera al máximo». En aras a evitar la dispersión de la manada, se cerraban bocacalles y se vallaban espacios amplios desde los cuales los vecinos «hostigaban a la reses gritando», pinchándoles, etc. Con el tiempo esta agresividad se fue mesurando para evitar que llegara «el ganado estropeado a consecuencia del encierro.»
Posteriormente, en la actualidad, se asocia con la costumbre de correr durante este último traslado delante de una manada no muy numerosa de toros, novillos o vaquillas, entre los que puede haber también cabestros que dirijan a la manada. Por lo general, los mejores corredores intentan correr lo más cerca posible de los toros, pero sin llegar a tocarlos. Muchas veces el mayor peligro de estos festejos lo crean los corredores inexpertos, que originan tropezones o embotellamientos.
Normalmente los encierros se celebran por un recorrido urbano en el que hay un vallado (talanqueras) o un doble vallado todas las mañanas mientras dure la feria taurina, siendo los 6 toros que lo corren los mismos que se lidian por las tardes en las corridas.
La edad permitida para correr los encierros varía según las ciudades, la edad suele ser de 16 o 18 años dependiendo de los pueblos y comunidades autónomas. Por ejemplo, en la Comunidad de Madrid, en la mayoría de pueblos es a los dieciséis años.[cita requerida]

## Encierros más conocidos
Sin lugar a dudas, los encierros más famosos y peligrosos de España son los celebrados durante los Sanfermines, en Pamplona con ocasión de las fiestas en honor a San Fermín (6 al 14 de julio), siendo junto con la entrada de toros y caballos de Segorbe (Castellón) y los encierros de Cuéllar los únicos declarados Fiesta de Interés Turístico Internacional.
No menos importante, hay que destacar los encierros taurinos de El Viso de Los Pedroches (Córdoba). Declarados interés turístico en España desde 2008, siendo estos los encierros taurinos de los más antiguos desde el año 1588, superando a los de San Fermín.[cita requerida]  Se trata de una semana en la que cada día sueltan 10 vaquillas cada día y desde el 2018 se ha introducido dos novillos junto con estas reses.
Los encierros de Cuéllar (Segovia) están considerados los más antiguos de España, pues está documentada su existencia desde el año 1215. Están declarados Fiesta de Interés Turístico Internacional y comienzan siempre el último domingo de agosto, prolongándose durante cinco días. A diferencia de Pamplona y otras ciudades, Cuéllar conserva el sentido original del encierro, que consiste en trasladar al ganado desde la dehesa hasta el casco urbano, guiados por caballistas a través de un recorrido de 6,5 km, para encerrarlo y así poder dar comienzo a las celebraciones taurinas. Además, conserva una sentencia de Leonor de Aragón fechada entre 1379 y 1382 en la que la reina confirma que en Cuéllar era costumbre inmemorial correr los toros por San Juan de junio.
También son populares los encierros de San Sebastián de los Reyes (Madrid), conocidos como la "Pamplona chica" y celebrados en torno al 28 de agosto. Su historia se remonta al siglo XVI y cuentan con un recorrido dividido en nueve tramos. Se trata de los encierros más famosos de Madrid y considerados por algunos como los segundos más populares de toda España, tras los pamplonicas, debido a su retransmisión televisiva. La localidad madrileña comparte este honor con Ampuero (Cantabria), población que recibe el mismo apodo y cuyos afamados encierros, con un recorrido de ida y vuelta, tienen lugar todos los años a comienzos de septiembre. Si bien es cierto que por los críticos taurinos y especializados corredores, los segundos mejores encierros de España, son los de la localidad navarra de Tafalla, celebrados del 15 al 20 de agosto.
Los encierros de Elche de la Sierra (Albacete) Denominados como "La Cuna de los Encierros" Del 15 al 18 de septiembre: Fiestas en honor a la Virgen de los Dolores y al Cristo de la Consolación. Elche de la Sierra es conocido como “Cuna Encierro”, ya que, según datos históricos, son de los más antiguos de la zona.[cita requerida]
En la provincia de Zamora, concretamente en la localidad de Fermoselle, existe una gran tradición taurina, cuya fama ha trascendido los límites comarcales y provinciales. El itinerario parte de los corrales situados en San Albín, a las afueras de la villa, y finalizan en la Plaza Mayor, una colosal plaza de madera. Consta de varios encierros, después del encierro se suelta a dos vaquillas, todos ellos celebrados en las fiestas patronales, en honor de san Agustín. Estos encierros ya están datados desde el año 1523.
Los tradicionales encierros camperos de Medina del Campo (Valladolid), que se celebran durante las fiestas de su patrón San Antolín del 1 al 8 de septiembre, dichos encierros están declarados de Interés Turístico Nacional y en su archivo municipal se recogen desde 1490 reseñas de la modalidad de "correr" al toro, incluso en 1567 gracias al comentario que Santa Teresa incluyó en su libro de Fundaciones, que alude expresamente a los encierros de Medina del Campo.
En la villa de Brihuega en la provincia de Guadalajara, se celebra uno de los encierros más antiguos de España, con constancia documental, al menos, desde 1584. El encierro declarado en 2009 Fiesta de Interés Turístico Regional de Castilla-La Mancha, se celebra en la tarde y noche del 16 de agosto, transcurriendo por las estrechas calles del casco antiguo de la villa, declarado Conjunto histórico-artístico en 1973, hasta desembocar en el campo, donde los astados son recogidos por mayorales y jinetes que los conducen a la Alcarria. Por la noche los toros son conducidos a los corrales del pueblo, desde donde “bajarán” a la plaza de toros en la mañana del día 17 de agosto.
A su vez, cabe destacar los tradicionales encierros a caballo que cada año tienen lugar en el pueblo salmantino de Fuenteguinaldo que el pasado 30 de septiembre de 2014 fueron declarados de "Espectáculo Taurino Tradicional"  y se une al carnaval del toro de la cercana localidad de Ciudad Rodrigo que también goza de esta distinción. Son ya más de 200 años los que se lleva celebrando este espectáculo que cada año reúne a multitud de personas que se acercan de distintos lugares de la comarca. Dicho festival taurino tiene lugar el tercer fin de semana de agosto en las fiestas patronales de la localidad bañada por el río Águeda.
Característicos son los tradicionales encierros nocturnos de Navalcarnero, que se celebran entre el 9 y el 11 de septiembre, a la una de la madrugada, entre fuertes medidas de seguridad debido a la especial peligrosidad que revisten.
Otros encierros tradicionales datados en 1621 son los celebrados en la localidad murciana de Moratalla, donde desde esa fecha y hasta la actualidad el ganado es dirigido por vereda desde su lugar originario, situado en ocasiones a decenas de kilómetros, hasta el municipio, para proceder a posteriori a su suelta entre los días 11 y 17 de julio, cuando se celebran las fiestas patronales en honor al Santísimo Cristo del Rayo. La vistosidad de los encierros se ve adornada por la gran tradición que los rodea, pues esta trashumancia data de casi cuatro siglos de antigüedad y apenas se ha visto alterada.
Son muy famosos también en el mundo taurino los encierros del Carnaval del Toro que se celebran cada año en Ciudad Rodrigo (provincia de Salamanca) coincidiendo con las fechas de los Carnavales. Se trata de uno de los encierros más antiguos de España, pues está documentada su existencia desde 1417 en un legajo donde se habla de tablados y talanqueras y de correr los toros. Están declarados como Fiesta de Interés Turístico Nacional.
Otros encierros que también son muy famosos en España son los encierros de la Fira d'Onda dado que son pioneros en esta categoría en la Comunidad Valenciana. Estos Encierros se realizan en Onda. Estos encierros tienen un recorrido complicado dado que tienen zonas con Cadafales que si los aficionados sacan un pie o un brazo puede provocar que el toro se gire. El recorrido también tiene una longitud de 750 metros con varias zonas de vallado. Los Encierros en Onda comenzaron en el año 2002, son famosos dado que Onda fue la primera ciudad un hacer un encierro como los famosos San Fermines de Pamplona en la comunidad valenciana con toros de Samuel Flores patrocinado por la A.C.T Guarismo 2.
Los encierros de Almodóvar del Campo, (provincia de Ciudad Real) están declarados Fiesta de Interés Turístico Regional. Existen documentos históricos que acreditan la celebración de encierros en esta localidad en el siglo XV.
En la provincia de Cuenca existen varias localidades con una amplía tradición taurina y con encierros, como son Torrejoncillo del Rey, Buendía, Carrascosa del Campo. También en Guadalajara donde se celebran en septiembre en honor a las Ferias y Fiestas de la Virgen de la Antigua. En municipios como Sacedón, Illana, Peñalver, Yebra , Albalate de Zorita, Brihuega, Malaguilla, etc. 
La fiesta de las carreras con toros es también muy popular entre las localidades de la Sierra del Segura de Albacete, en especial los encierros de Molinicos, del 30 de agosto al 4 de septiembre, que vienen celebrándose desde 1891, y en San José, y en su aldea de La Vegallera del 13 al 15 de agosto.
En Andalucía, destaca el encierro del Toro del Aguardiente en San Roque (Cádiz), con el que termina la Feria del municipio y se le considera «un San Fermín a la andaluza». Se celebraba desde 1649 en Gibraltar, y al exiliarse su población a San Roque tras la invasión británica, continuó la tradición que cierra las fiestas de la ciudad. Era conocido anteriormente como el "Toro de la soga", pues el animal se lanzaba cuesta abajo por las laderas del cerro y se le ataba con unas cuerdas para que no se desviara de la ruta. En la actualidad el encierro se recorre cuesta arriba y está delimitado por vallas. Después de que la multitud recibe al animal en la plaza de toros, se sueltan a dos vaquillas. En este encierro está prohibido maltratar o vejar a las reses.
Los encierros de Gor, son también unos de los primeros encierros de España, habiendo constancia escrita de que ya existían en el año 1622.
Otras localidades donde se realizan encierros son en Vitigudino (Salamanca),  Alfaro (La Rioja), Algemesí (Valencia), Falces (Navarra) e Íscar (Valladolid).